# Reprezentacja Wybrzeża Kości Słoniowej U-17 w piłce nożnej mężczyzn
Reprezentacja Wybrzeża Kości Słoniowej U-17 w piłce nożnej jest juniorską reprezentacją Wybrzeża Kości Słoniowej zgłaszaną przez IFF. Mogą w niej występować wyłącznie zawodnicy posiadający obywatelstwo iworyjskie, urodzeni w Wybrzeżu Kości Słoniowej lub legitymujący się iworyjskim pochodzeniem i którzy w momencie przeprowadzania imprezy docelowej (finałów Mistrzostw Afryki lub Mistrzostw Świata) nie przekroczyli 17. roku życia.

## Sukcesy
- Mistrzostwa Afryki U-17
  - 1. miejsce (1 raz): 2013
  - 3. miejsce (1 raz): 2005

## Występy w mistrzostwach świata
- 1985: Nie brała udziału
- 1987: 3. miejsce
- 1989: Nie zakwalifikowała się
- 1991: Nie zakwalifikowała się
- 1993: Nie zakwalifikowała się
- 1995: Nie zakwalifikowała się
- 1997: Nie zakwalifikowała się
- 1999: Nie zakwalifikowała się
- 2001: Nie zakwalifikowała się
- 2003: Nie zakwalifikowała się
- 2005: Faza grupowa
- 2007: Nie zakwalifikowała się
- 2009: Nie zakwalifikowała się
- 2011: 1/8 finału
- 2013: Ćwierćfinał
- 2015: Nie zakwalifikowała się

## Występy w mistrzostwach Afryki
- 1995: Nie zakwalifikowała się
- 1997: Faza grupowa
- 1999: Nie zakwalifikowała się
- 2001: Nie zakwalifikowała się
- 2003: Nie zakwalifikowała się
- 2005: 3. miejsce
- 2007: Nie zakwalifikowała się
- 2009: Nie zakwalifikowała się
- 2011: 4. miejsce
- 2013: 1. miejsce
- 2015: Faza grupowa